# Xiacheng (socken)
Xiacheng (kinesiska: 霞城, 霞城乡) är en socken i Kina. Den ligger i provinsen Hunan, i den södra delen av landet, omkring 42 kilometer söder om provinshuvudstaden Changsha. Antalet invånare är 23657. Befolkningen består av 11 788 kvinnor och 11 869 män. Barn under 15 år utgör 13,0 %, vuxna 15-64 år 78 %, och äldre över 65 år 7,0 %.
Genomsnittlig årsnederbörd är 1 784 millimeter. Den regnigaste månaden är maj, med i genomsnitt 354 mm nederbörd, och den torraste är oktober, med 38 mm nederbörd.